# Xã Spring, Quận Perry, Pennsylvania
Xã Spring (tiếng Anh: Spring Township) là một xã thuộc quận Perry, tiểu bang Pennsylvania, Hoa Kỳ. Năm 2010, dân số của xã này là 2.208 người.